# سرخیو اسکودرو (بازیکن فوتبال، زاده ۱۹۸۸)
سرخیو اسکودرو (ژاپنی: エスクデロ 競飛王؛ زادهٔ ۱ سپتامبر ۱۹۸۸) یک بازیکن فوتبال اهل ژاپن است.
از باشگاه‌هایی که در آن بازی کرده‌است می‌توان به باشگاه فوتبال اوراوا رد دیاموندز، باشگاه فوتبال سئول، باشگاه فوتبال جیانگسو، باشگاه فوتبال کیوتو سانگا، باشگاه فوتبال اولسان هیوندای و باشگاه فوتبال توچیگی اشاره کرد.